# Bundesautobahn 11
De Bundesautobahn 11 (kort BAB 11, A11 of 11) is een autosnelweg in oostelijk Duitsland. De A11 begint bij de Duits-Poolse grens bij Szczecin en loopt door de deelstaten Mecklenburg-Voor-Pommeren en Brandenburg naar Dreieck Barnim aan de Berlijnse Ring. De A11 is 110 kilometer lang en onderdeel van de Europese weg 28.

## Verloop
De snelweg begint bij de grensovergang Pomellen met Polen in aansluiting op de Poolse A6 en loopt hierna 19 kilometer in westzuidwestelijke richting door Mecklenburg-Voor-Pommeren. Ter hoogte van de aansluiting Schmölln wordt de grens met Brandenburg gepasseerd. Vanaf hier maakt de A11 een knik in zuidzuidwestelijke richting en verloopt 91 kilometer door deze deelstaat. Bij Kreuz Uckermark wordt de A20 gekruist uit de richting van  Lübeck, Rostock en Stralsund met aansluiting op de eilanden Rügen en Usedom.
De A11 eindigt op de Berlijnse Ring (A10) ten noordoosten van de grens van Berlijn.
De kilometertelling begint bij Dreieck Barnim, de grensovergang met Polen ligt bij kilometer 109,9. De telling van de aansluitingen begint echter bij de Poolse grens en telt in tegengestelde richting naar Berlijn.

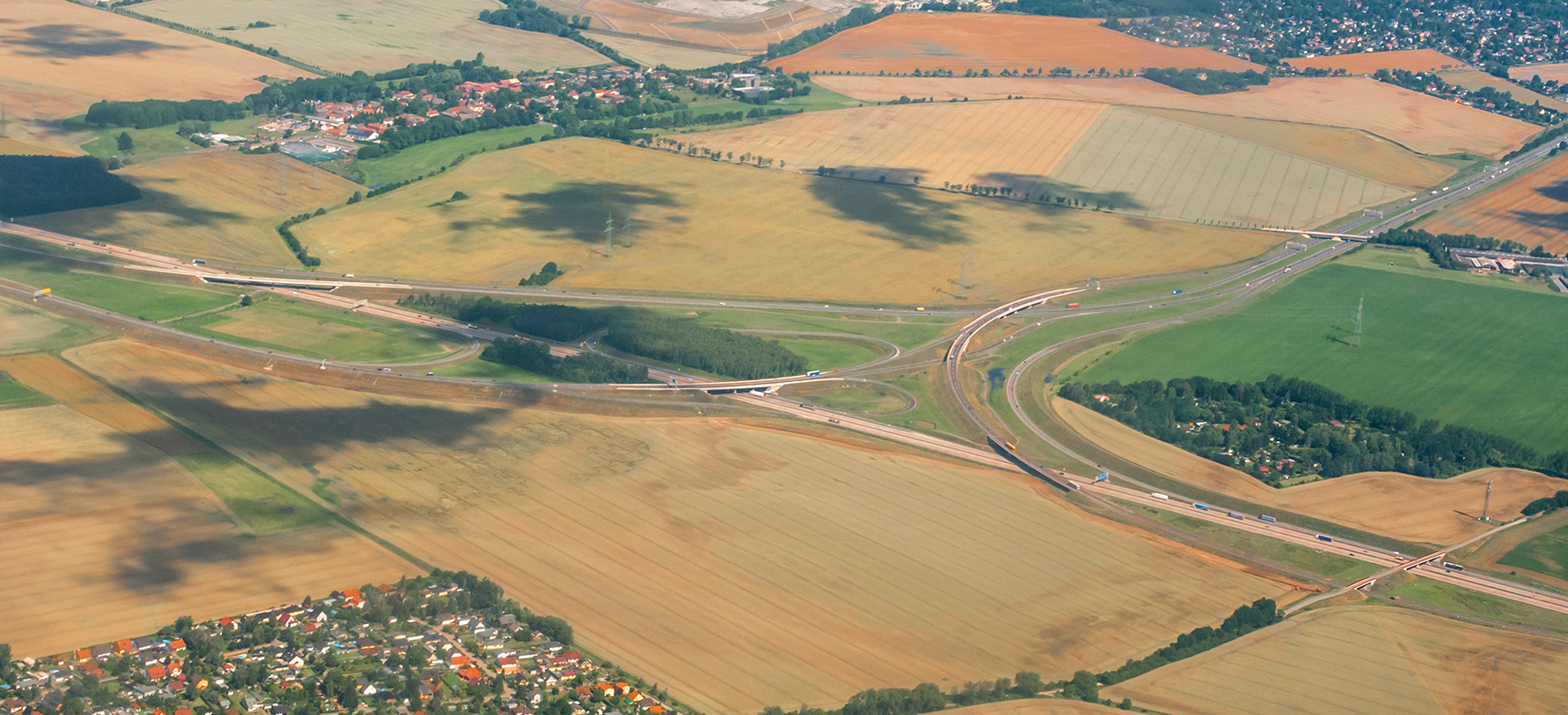
Dreieck Barnim. (2017)
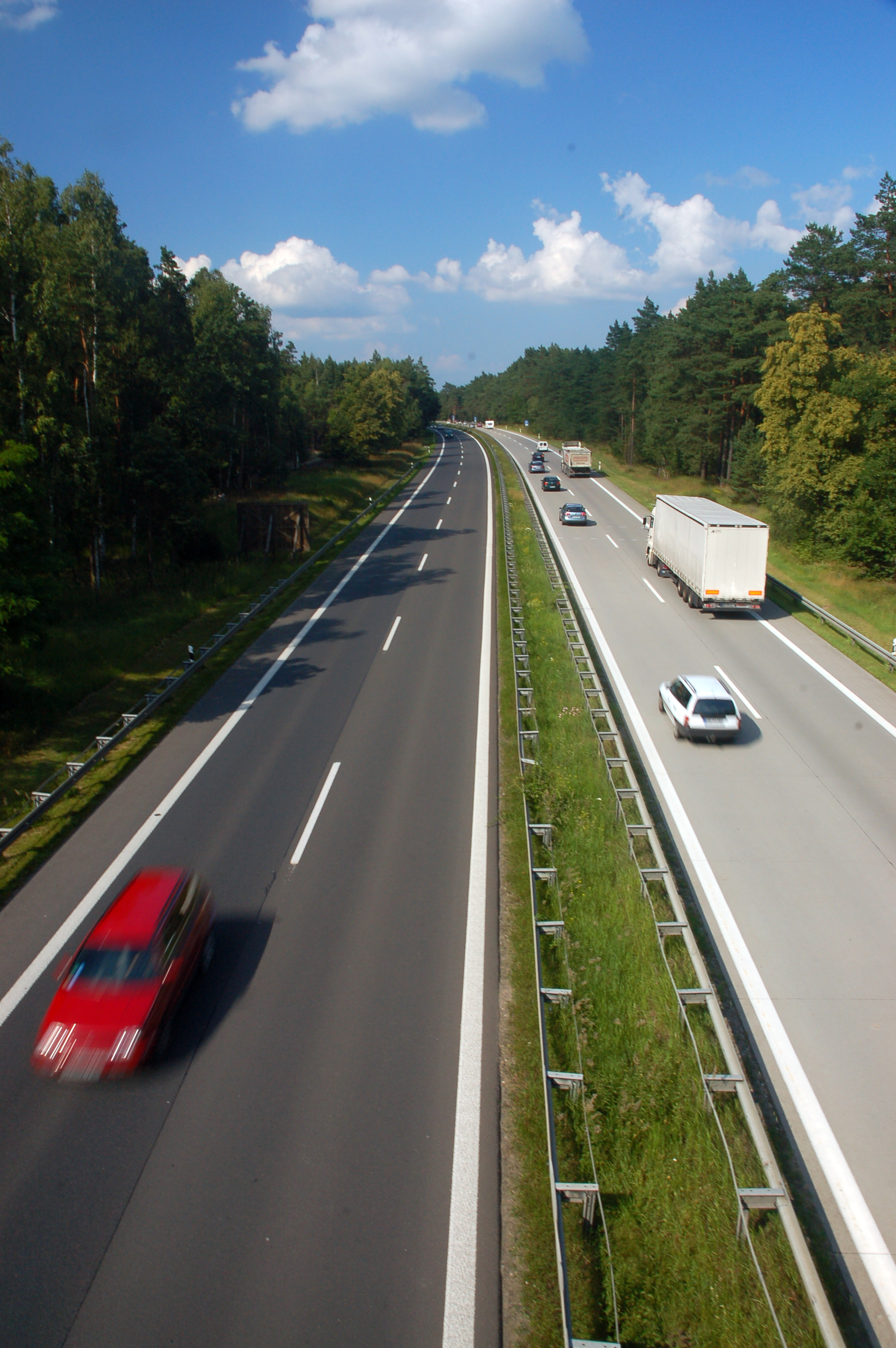
De A11 bij Finowfurt kijkend richting het noorden. (2009)
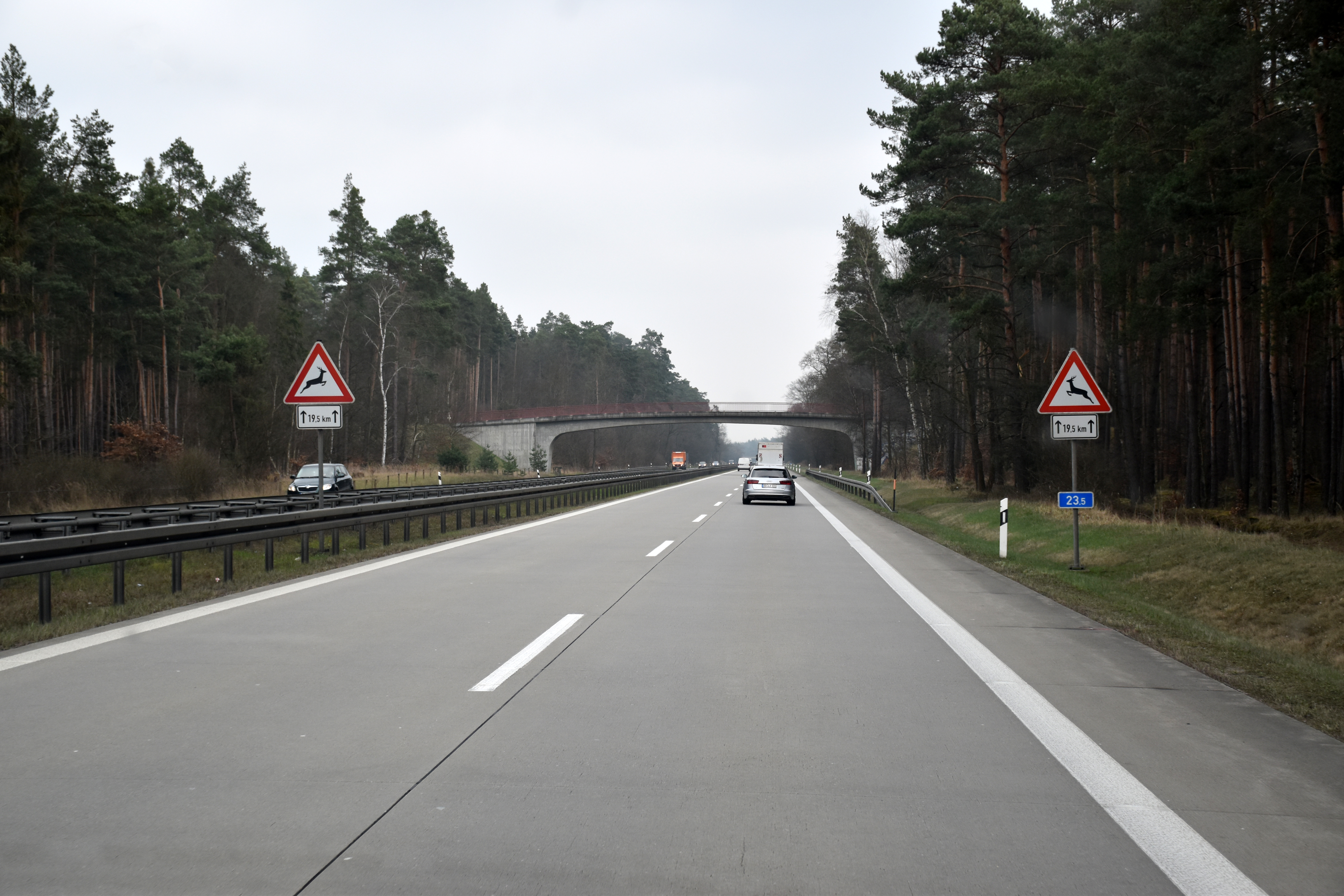
Ecoduct over de A11 nabij Eberswalde. (2017)
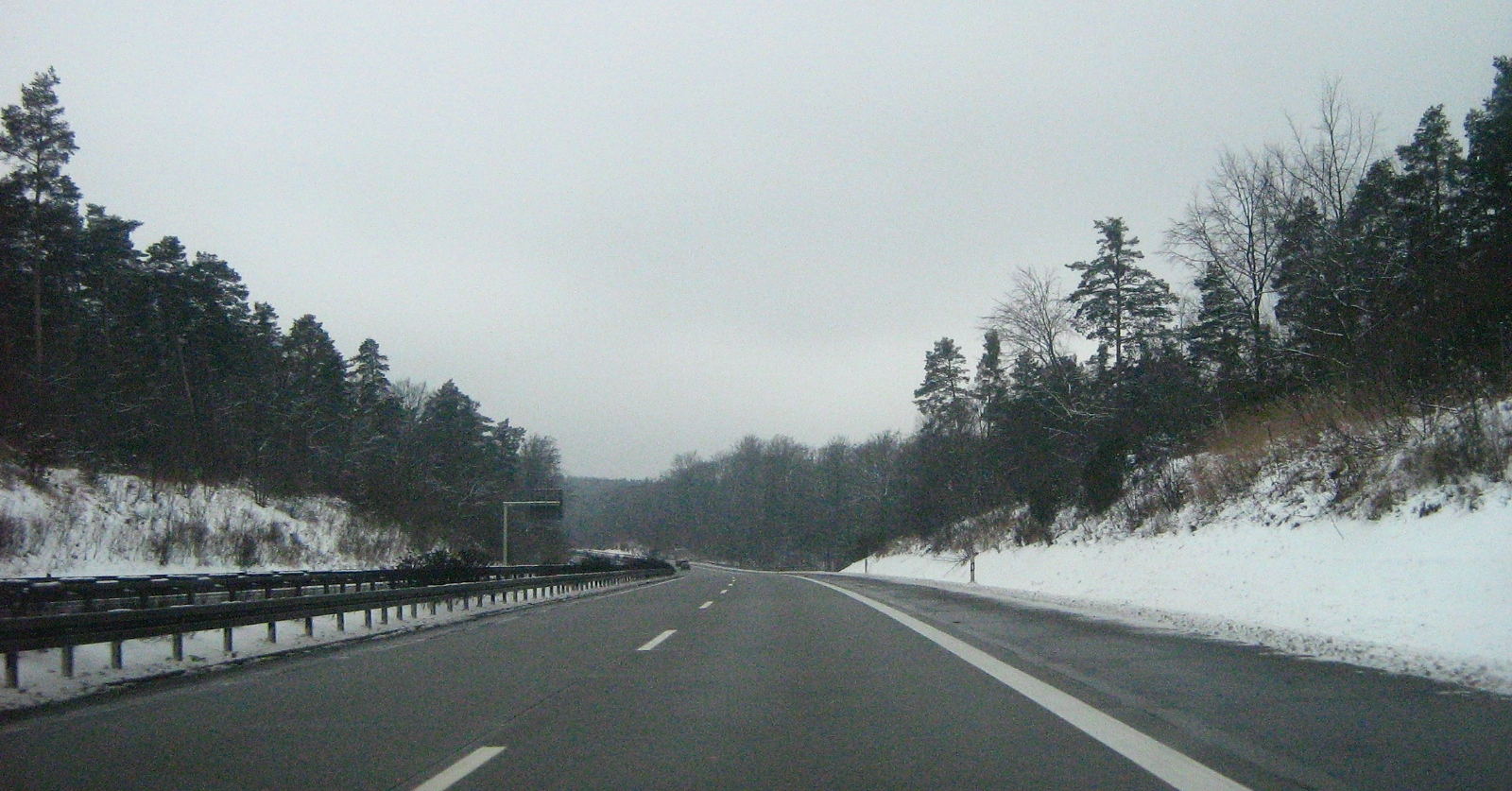
De A11 ergens in Brandenburg. (2010)

## Geschiedenis

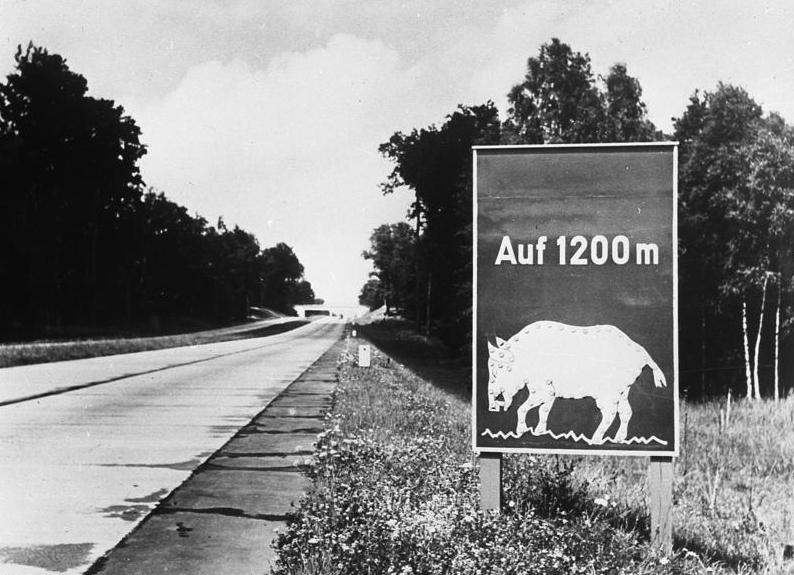
Waarschuwingsbord voor overstekend wild langs de Reichsautobahn Berlijn - Stettin. (rond 1938)

De bouwplannen voor het Stettiner Dreieck (tegenwoordig Dreieck Barnim) en de eerste aansluitende vier kilometer over de Reichsstraße 2 begonnen in april 1935. De bouw was enerzijds een werkverschaffingsproject, anderzijds zou de weg in de toen evenals vandaag nog structuurarme regio voor economische opleving zorgen.
De A11 moest onderdeel worden van de Berlinka. Deze autosnelweg zou gaan verlopen van Berlijn via Stettin (Szczecin) en Danzig (Gdańsk) naar Koningsbergen (Kaliningrad) in het toenmalige Oost-Pruisen. Tijdens de aanleg was al duidelijk dat de gehele snelweg nooit aangelegd zou gaan worden, omdat Oost-Pruisen door de Poolse Corridor werd afgesneden van de rest van Duitsland. Aan het einde van de Tweede Wereldoorlog was de Berlinka klaar tot ten oosten van Szczecin. Het laatste gedeelte vanaf Kołbaskowo kwam in Polen te liggen en werd daar als A6 genummerd.
Het traject vanaf de Berlijnse Ring tot aan Joachimsthal werd al op 4 april 1936 vrijgegeven, op 27 september van hetzelfde jaar was de snelweg tot Stettin-Süd berijdbaar. Hiermee was het de eerste snelweg ter wereld tussen twee grote steden. In 1937 werd de Oderbrug geopend en de weg om Stettin vrijgegeven. De aansluiting Wandlitz (geopend in 1971) werd voor de betere bereikbaarheid van het Waldsiedlung - een woongebied voor medewerkers van het SED-Politbureau van de voormalige DDR - later aangelegd. Eveneens is de aansluiting Chorin pas na 1945 gebouwd. Dit verklaart ook de voor de Reichsautobahnen korte afstand tot aansluiting Joachimsthal van circa 1,5 kilometer.
De tegenwoordig in het Dreieck Barnim geïntegreerde aansluiting van de A11 op de Berlijnse Ring heette in de DDR-tijd "Abzweig Penkun" respectievelijk "Abzweig Prenzlau" en werd in de jaren '90 in "Dreieck Schwanebeck" hernoemd. Het knooppunt met de A10 werd vroeger ook als circuit gebruikt onder de naam Bernauer Schleife. Het circuit was van 1952 tot 1973 in gebruik en pas in de jaren 90 werd de kombocht afgebroken.
In de jaren 30 was tevens vanaf het Dreieck Schwanebeck een doortrekking naar het zuiden gepland tot Berlin-Tempelhof, om daar op de voormalige A102 aan te sluiten. Deze planning werd overgenomen door het Oost-Duitse Büro für Tiefbauplanung und Koordinierung, dat verantwoordelijk was voor de bouwplanning van Oost-Berlijn. Na de Duitse hereniging heeft men deze plannen laten vallen.
Tot de Duitse hereniging werd het nummer A11 gebruikt voor het West-Berlijnse gedeelte van de transitweg West-Berlijn - Hamburg. In de Duitse Democratische Republiek was de autosnelweg naar Szczecin genummerd als A2. Na de hereniging werd de West-Berlijnse A11 tot A111 omgenummerd, zodat het nummer A11 voor de autosnelweg Berlijn - Szczecin vrij kwam.

## Renovatie

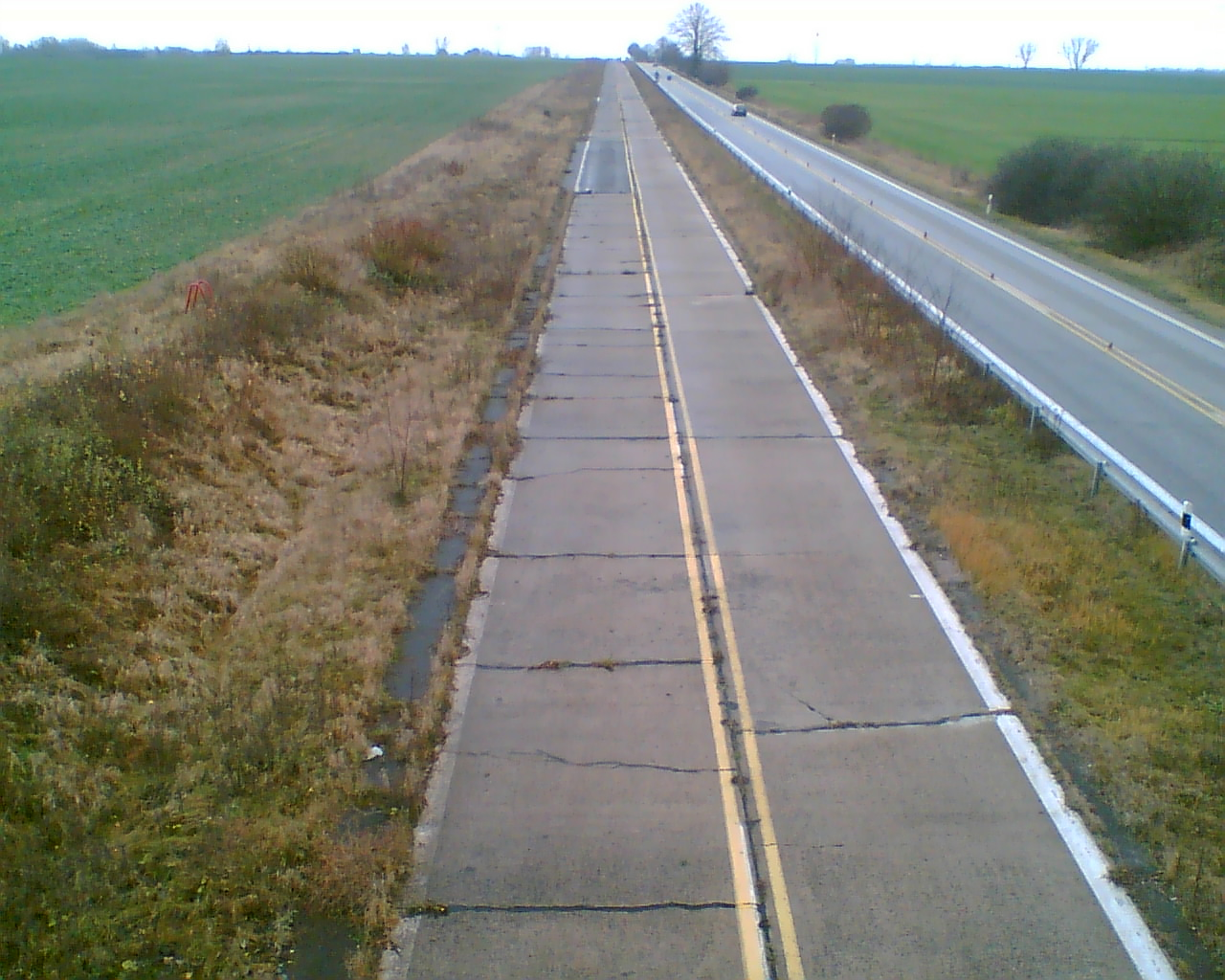
De oude Reichsautobahn-rijbaan bij Höhe Penkum in december 2006.

In 1991 werd als eerste grote werkzaamheden na 1936 de drukke aansluiting Gramzow aan de B198 (toen als aansluiting Prenzlau aangegeven) compleet nieuw gebouwd. Tijdens de werkzaamheden was de aansluiting voor een aantal maanden gesloten. Gelijktijdig volgde de volledige renovatie van de A11 over ongeveer 500 meter inclusief het aanleggen van vluchtstroken. De renovatie was nodig omdat hiervoor geen in- of uitvoegstroken aanwezig waren.
De A11 werd sinds 1996 op een groot deel van het traject door een modern wegdek en op delen verbreed voor de nieuwe vluchtstroken volledig gerenoveerd. Een bijzonderheid had de A11, in de omgeving van de Biosfeerreservaat Schorfheide-Chorin, geen vluchtstrook, l de nieuwbouw van de weg na 2000 plaatsvond. In 2007 hadden nog enkele trajectdelen van de snelweg een desolate indruk. Bijvoorbeeld werd op het trajectdeel tussen kilometer 95,0 en 101,0 het verkeer sinds 2003 over één rijbaan met één rijstrook per richting geleid. De niet gebruikte rijbaan bestond nog uit de afbrokkelende betonplaten uit de jaren 30. Eerst werd in december 2007 de gerenoveerde rijbaan vrijgeven. Sinds november 2008 werd het trajectdeel tussen Kreuz Uckermark en aansluiting Schmölln vernieuwd. In 2017 was de snelweg volledig gerenoveerd en was het laatste in gebruik zijnde stuk Reichsautobahn in Duitsland, na 81 jaar verdwenen. Van de originele Reichsautobahn Berlinka is in Duitsland niets meer terug te vinden. In Polen en in Rusland zijn nog originele delen van de weg terug te vinden, al dan niet in gebruik.
Van 5 mei 2011 tot 11 november 2013 werd het Dreieck Schwaneberg tot Dreieck Barnim omgebouwd. Daarmee was ook de renovatie van de A11 van de ongeveer eerste drie kilometer aan verbonden.

## Bijzonderheden
Tussen de aansluitingen Joachimsthal en Pfingtsberg bevindt zich sinds 2005 een ecoduct. Deze bestaat uit staalbeton, waar een speciale laag folie overheen is gelegd. Daarbovenop is weer een bodem van zand en modder gelegd. De kosten voor dit ecoduct waren 3 miljoen euro. Sinds de ingebruikname wordt bij het ecoduct 24 uur per dag met camera's de effectiviteit gecontroleerd door het aantal dieren te tellen. Tot oktober 2006 werden 2.300 wildwisselingen geteld. Gebruikers van het ecoduct zijn: damherten, reeën, wilde zwijnen, hazen, vossen, dassen, wasbeerhonden en marters, edelherten zijn niet gezien.
Volgens het Gesamtverband der Deutschen Versicherungswirtschaft (Verbond van Duitse Verzekeraars) was een praatpaal tussen Chorin en Werbellin in de richting van Berlijn met 199 noodoproepen in 2010 de meest gebruikte praatpaal langs snelwegen in Duitsland.
De snelweg had in de DDR-tijd veel meer aansluitingen dan nu, die na die Wende geleidelijk gesloten werden. Omdat de A11 door talrijke staatsjachtgebieden en recreatiegebieden van de DDR-leiding lag, werden extra aansluitingen gebouwd. Ook het bunkercomplex 5000 van de DDR-leiding lag in de directe omgeving van de A11. Na die Wende waren deze aansluitingen niet meer nodig, omdat het in dunbevolkt gebied lag en de hoofdbestemming voor de aansluitingen wegviel. Ze werden stap voor stap afgebroken.